# Carpentaria (Schiff)
|  | Dieser Artikel wurde aufgrund wesentlicher Mängel auf der Qualitätssicherungsseite des Portal:Schifffahrt eingetragen. Artikel, die nicht signifikant verbessert werden, können gegebenenfalls gelöscht werden. Bitte hilf mit, die inhaltlichen Mängel dieses Artikels zu beseitigen, und beteilige dich an der Diskussion. |

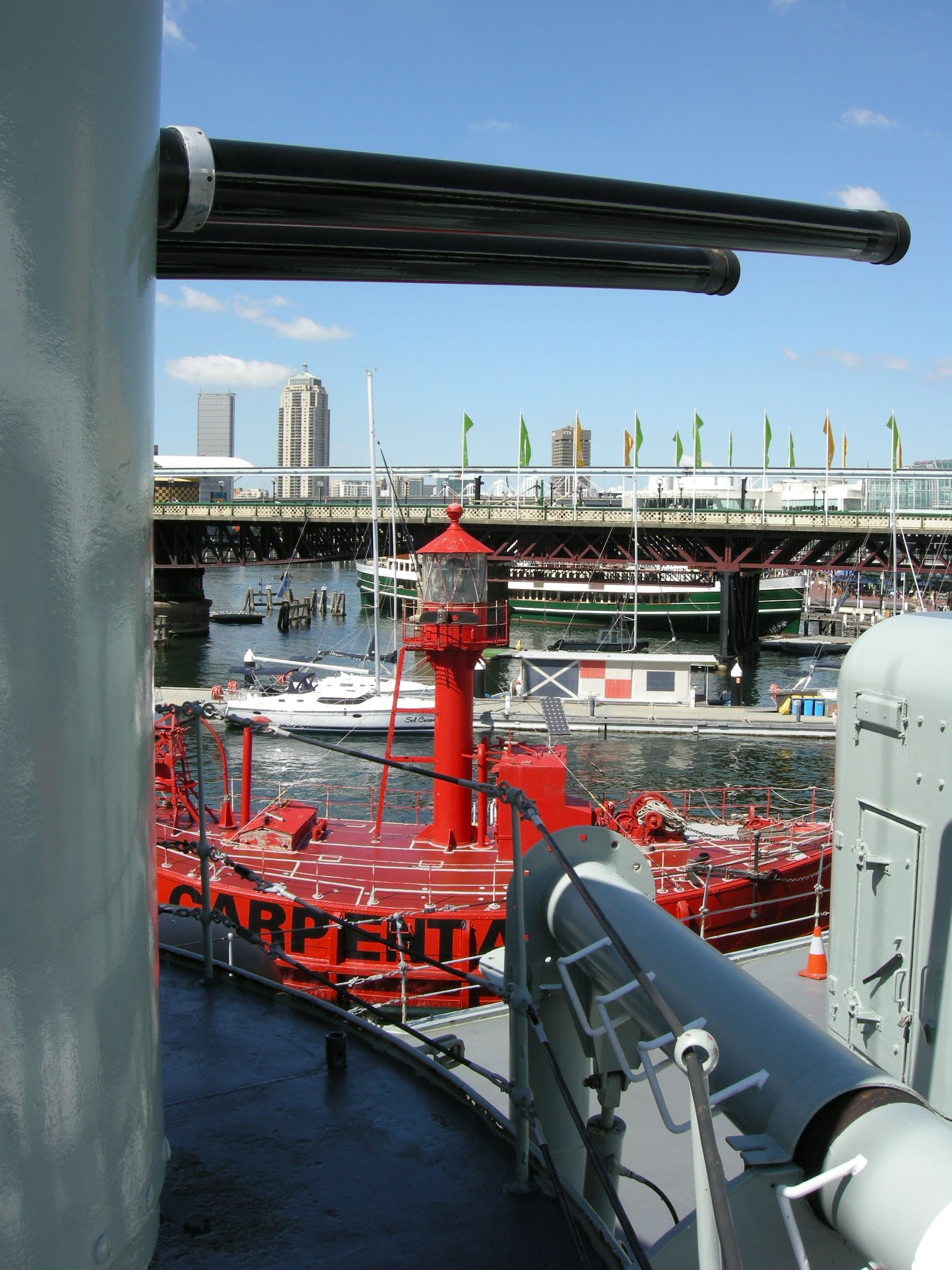
Die Carpentaria (rot) im „Australia National Maritime Museum“ in Sydney, im Vordergrund die Vampire

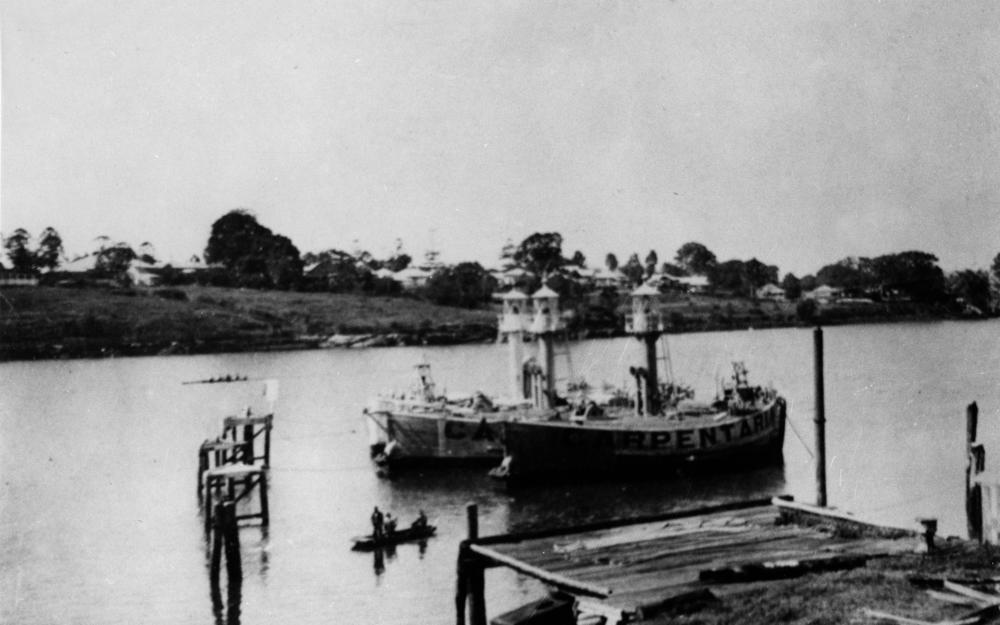
Drei australische Leuchtschiffe vom Typ Carpentaria

Die Carpentaria, offiziell als CLS-4 Carpentaria bezeichnet, war eines von vier Feuerschiffen, das die Zentralregierung von Australien, der Commonwealth, in den Jahren von 1917 bauen ließ.
Eingesetzt wurde die Carpentaria an Orten, an denen keine Leuchttürme errichtet werden konnten und Navigationshilfen erforderlich waren, um Schiffe vor Gefahrenstellen zu warnen.
Die Carpentaria verrichtete ihren Dienst in den „Merkara Shoals“ im Golf von Carpentaria in Queensland. 1983 wurde es in die Bass-Straße geschleppt, da es keinen eigenen Motor besitzt, diente dem Schiffsverkehr in den Ölfeldern und kam 1985 zurück.
Das 21,6 m lange und 8,5 m breite Schiff hat einen Tiefgang von 2,74 m und 164 Tonnen Wasserverdrängung. Das rot angestrichene Schiff besteht aus genietetem Stahl und die Befeuerung wurde durch einen Sechs-Monate-Vorrat an Acetylen erzeugt, ferner konnte es akustische Signale abgeben.
Das Schiff wurde am 31. März 1985 außer Dienst gestellt und befindet sich seit 1987 als Museumsschiff am Australian National Maritime Museum in Sydney.